# دان غوسلينغ
دان غوسلينغ (بالإنجليزية: Dan Gosling)‏ (مواليد 2 فبراير 1990 في بريكسهام - إنجلترا) لاعب كرة قدم إنجليزي يلعب حالياً لصالح نادي الدرجة الممتازة نيوكاسل يونايتد الإنجليزي منذ 2008 في مركز الظهير الأيمن كما يجيد اللعب في مركز الوسط الأيمن والوسط المحوري.

## إحصائيات
آخر تحديث 3 مايو 2014.
| النادي          | الدوري                   | الموسم  | الدوري | الدوري | كأس الاتحاد الإنجليزي | كأس الاتحاد الإنجليزي | كأس رابطة الأندية الإنجليزية المحترفة | كأس رابطة الأندية الإنجليزية المحترفة | يويفا | يويفا | Total | Total |
| النادي          | الدوري                   | الموسم  | ظهور   | أهداف  | ظهور                  | أهداف                 | ظهور                                  | أهداف                                 | ظهور  | أهداف | ظهور  | أهداف |
| --------------- | ------------------------ | ------- | ------ | ------ | --------------------- | --------------------- | ------------------------------------- | ------------------------------------- | ----- | ----- | ----- | ----- |
| بليموث أجريول   | دوري البطولة الإنجليزية  | 2006–07 | 12     | 2      | 2                     | 0                     | 0                                     | 0                                     | -     | -     | 14    | 2     |
| بليموث أجريول   | دوري البطولة الإنجليزية  | 2007–08 | 10     | 0      | 0                     | 0                     | 0                                     | 0                                     | -     | -     | 10    | 0     |
| إيفرتون         | الدوري الإنجليزي الممتاز | 2007–08 | 0      | 0      | 0                     | 0                     | 0                                     | 0                                     | 0     | 0     | 0     | 0     |
| إيفرتون         | الدوري الإنجليزي الممتاز | 2008–09 | 11     | 2      | 6                     | 1                     | 0                                     | 0                                     | 0     | 0     | 17    | 3     |
| إيفرتون         | الدوري الإنجليزي الممتاز | 2009–10 | 11     | 2      | 0                     | 0                     | 2                                     | 1                                     | 7     | 0     | 20    | 3     |
| نيوكاسل يونايتد | الدوري الإنجليزي الممتاز | 2010–11 | 1      | 0      | 0                     | 0                     | 0                                     | 0                                     | -     | -     | 1     | 0     |
| نيوكاسل يونايتد | الدوري الإنجليزي الممتاز | 2011–12 | 12     | 1      | 2                     | 0                     | 2                                     | 0                                     | -     | -     | 16    | 1     |
| نيوكاسل يونايتد | الدوري الإنجليزي الممتاز | 2012–13 | 3      | 0      | 0                     | 0                     | 1                                     | 0                                     | 5     | 0     | 9     | 0     |
| نيوكاسل يونايتد | الدوري الإنجليزي الممتاز | 2013–14 | 8      | 0      | 0                     | 0                     | 2                                     | 0                                     | 0     | 0     | 10    | 0     |
| بلاكبول (إعارة) | دوري البطولة الإنجليزية  | 2013–14 | 14     | 2      | 0                     | 0                     | 0                                     | 0                                     | 0     | 0     | 14    | 2     |
| بورنموث         | دوري البطولة الإنجليزية  | 2014–15 | 18     | 0      | 1                     | 0                     | 5                                     | 5                                     | 0     | 0     | 24    | 5     |
| المجموع         | المجموع                  | المجموع | 100    | 9      | 11                    | 1                     | 12                                    | 6                                     | 12    | 0     | 140   | 16    |

## الألقاب
إيفرتون
- كأس الاتحاد الإنجليزي لكرة القدم: الوصيف 2008–09

بورنموث
- دوري البطولة الإنجليزية: 2014-15

## روابط خارجية
- دان غوسلينغ على موقع الاتحاد الدولي (مؤرشف)  (الإنجليزية)
- دان غوسلينغ على موقع الاتحاد الأوربي (الإنجليزية)
- دان غوسلينغ على موقع قاعدة بيانات كرة القدم.إي يو (الإنجليزية)
- دان غوسلينغ على موقع Soccerbase.com (لاعب) (الإنجليزية)
- دان غوسلينغ على موقع Soccerway.com (الإنجليزية)
- دان غوسلينغ على موقع عالم كرة القدم.نت (الإنجليزية)
- دان غوسلينغ على موقع AS.com (الإسبانية)